# Who Can See Forever Soundtrack
| Совокупная оценка | Совокупная оценка |
| Источник          | Оценка            |
| ----------------- | ----------------- |
| Metacritic        | 74/100            |
| Оценки критиков   |                   |
| Источник          | Оценка            |
| AllMusic          | [ 2 ]             |
| Mojo              | [ 3 ]             |
| Uncut             | 7/10              |

Who Can See Forever Soundtrack — саундтрек американской инди-фолк-группы Iron & Wine, сопровождающий документальный и концертный фильм «Who Can See Forever» 2023 года, снятый режиссёром Джошем Слиффом. Документальный фильм основан на одном из выступлений Iron & Wine в Haw River Ballroom в Саксапахо, Северная Каролина. Альбом был выпущен 17 ноября 2023 года на лейбле Sub Pop и получил одобрительные отзывы критиков.

## Отзывы
Альбом получил положительные отзывы музыкальных критиков. Who Can See Forever Soundtrack получил оценку 74 из 100 на агрегаторе рецензий Metacritic на основе четырёх отзывов критиков, что свидетельствует о «в целом благоприятном» приёме. Тим Сендра из AllMusic назвал концертные треки «волнующими версиями», которые звучат «одновременно интимно и исследовательски», написав, что группа «оказывается полностью искусной в тихих балладах, которые являются визитной карточкой Бима, но также может выстрелить драматическими искрами». Uncut написал, что альбом «отлично подходит как самостоятельный концертный альбом», а Mojo считает, что «Grace for Saints and Ramblers», с альбома 2013 года Ghost on Ghost, исполняется с бесстрастным ритмом Лу Рида; «About a Bruise» 2017 года демонстрирует свободную ловкость, а «The Trapeze Swinger» играет прямо в режиме повествования Бима".

## Список композиций
Слова и музыка всех песен — Sam Beam.
| №                   | Название                              | Длительность |
| ------------------- | ------------------------------------- | ------------ |
| 1.                  | «The Trapeze Swinger»                 | 7:17         |
| 2.                  | «Boy with a Coin»                     | 3:10         |
| 3.                  | «Woman King»                          | 4:06         |
| 4.                  | «Thomas County Law»                   | 3:10         |
| 5.                  | «House by the Sea»                    | 5:26         |
| 6.                  | «About a Bruise»                      | 3:15         |
| 7.                  | «Sodom, South Georgia»                | 4:46         |
| 8.                  | «Last Night»                          | 3:01         |
| 9.                  | «Monkeys Uptown»                      | 5:15         |
| 10.                 | «Wolves (Song of the Shepherd's Dog)» | 3:53         |
| 11.                 | «Grace for Saints and Ramblers»       | 4:14         |
| 12.                 | «Dearest Forsaken»                    | 3:17         |
| 13.                 | «Glad Man Singing»                    | 4:04         |
| 14.                 | «On Your Wings»                       | 3:30         |
| 15.                 | «Passing Afternoon»                   | 3:51         |
| 16.                 | «Pagan Angel and a Borrowed Car»      | 4:38         |
| 17.                 | «Naked as We Came»                    | 2:21         |
| 18.                 | «Call Your Boys»                      | 3:47         |
| 19.                 | «Muddy Hymnal»                        | 2:58         |
| Общая длительность: | Общая длительность:                   | 75:59        |